# Roothaan-Hall-Gleichungen
Die Roothaan-Hall-Gleichungen sind eine Variante der Hartree-Fock-Gleichungen in einer nicht-orthonormalen Basis. Sie werden im Rahmen der Quantenchemie zur Berechnung von Eigenschaften von Atomen und Molekülen benutzt. Es ist üblich, für die Aufstellung der Gleichungen Orbitale vom Gauß- oder Slater-Typ zu verwenden. Ihre Anwendung ist auf Atome mit einer geschlossenen Elektronenhülle beschränkt, das heißt, jedes Orbital ist mit zwei Elektronen vollständig besetzt. Man nennt diesen Fall auch Restricted Hartree-Fock Theorie.
Die Methode wurde 1951 unabhängig voneinander von Clemens C. J. Roothaan und George G. Hall entwickelt. Die Roothaan-Hall Gleichungen werden in Form eines verallgemeinerten Eigenwertproblems geschrieben:
{\displaystyle \mathbf {F} \mathbf {C} =\mathbf {S} \mathbf {C} \varepsilon }
Hier sind
- F die Fock-Matrix (die auf Grund der Elektron-Elektron-Wechselwirkung von C abhängt)
- C die Matrix der LCAO-Koeffizienten
- S die Überlappmatrix der nicht-orthogonalen Basisfunktionen
- {\displaystyle \varepsilon } die (per Konvention diagonale) Matrix der Orbitalenergien.

Im Fall eines orthogonalen Basissatzes reduziert sich die Matrix S auf die Einheitsmatrix.
Da die Fock-Matrix von den LCAO-Koeffizienten abhängt, erfolgt die Lösung der Roothan-Hall-Gleichungen im Allgemeinen iterativ (Self-Consistent-Field-Methode).